# تشارلبي دين
تشارلي دين كريك (5 فبراير 1990 - 29 أغسطس 2022)، هي مُمثلة وعارضة أزياء من جنوب إفريقيا.

## وصلات خارجية
تشارلبي_دين على موقع IMDb (الإنجليزية)
- تشارلبي_دين على موقع ألو سيني (الفرنسية)
- تشارلبي_دين على موقع أول موفي (الإنجليزية)
- تشارلبي_دين على موقع قاعدة بيانات الفيلم (الإنجليزية)